# Зыков, Александр Александрович
Александр Александрович Зыков (4 августа 1922, Киев — 18 декабря 2013, Одесса) — советский и украинский математик.
Профессор, доктор физико-математических наук, одна из ключевых фигур в создании теории графов.
Автор многих книг по теории графов и «Лекций по алгебре».

## Биография
Александр Александрович родился в городе Киеве 4 августа 1922 года в семье инженера-технолога.
В 1939 году Александр сдал экстерном экзамены за курс средней школы и поступил на физико-математический факультет Горьковского государственного университета.
И в 1945 году его окончил.
В 1945—1947 годах работал ассистентом Горьковского университета и учился в аспирантуре Московского государственного университета.
В 1950—1952 годах, после аспирантуры, преподавал в Одесском государственном университете и Одесском институте инженеров морского флота.
В 1952—1958 годах, после защиты кандидатской диссертации, работал в Москве доцентом Московского авиационного института и Московского физико-технического института.
С 1958 года Александр Александрович работает в Новосибирском Академгородке. В Новосибирске он создаёт первый в СССР семинар по теории графов (первоначально доклады носили реферативный характер, с 1962 года семинар становится исследовательским).
В 1963 году защитил докторскую диссертацию.
В 1969 году вышла монография Александра Зыкова: «Теория конечных графов».
В 1976—1982 годах преподавал в Кишиневском государственном университете, а в 1982—1988 годах — в Самаркандском государственном университете.
После выхода на пенсию Александр Александрович жил в Одессе.
Где и скончался 18 декабря 2013 года, после продолжительной болезни, в возрасте 91 года.

## Книги
- Зыков А. А. Основы теории графов. — М.: «Вузовская книга», 2004. — С. 664. — ISBN 5-9502-0057-8. (М.: Наука, 1987. 383 c.)
- Зыков А. А. Логико-философское введение в высшую математику : Учебное пособие. — Одесса : «Астропринт», 2008. — 118 с. http://window.edu.ru/catalog/pdf2txt/279/78279/59162